# 固有事務
固有事務（こゆうじむ）とは政治学用語の一つで、地方自治体が行政事務を行う場合に、自治体が自主的に行うべきとされている事務のことを言う。これに対して本来ならば国が行うべきなのに自治体が国から委任された上で遂行する事務のことを委任事務という。
地方自治を確立することが望ましいならば、委任事務を減らし固有事務を増やすことが望ましい。だが、日本での租税制度は中央政府の徴税能力が優先されており、地方政府の財源は二次的であることから固有事務の比重は低く留まっている。